# Sonya Blade
Sonya Blade is een personage uit de Mortal Kombat spellenreeks. Ze werd geïntroduceerd als een personage in het eerste computerspel Mortal Kombat. 
Sonya is gemaakt ten behoeve van het toevoegen van een vrouwelijk personage in het spel, aangezien de ontwikkelaars besloten om er een toe te voegen. In het verhaal is ze een officier van de United States Army Special Forces en hoofd van de dienst "Outer World Investigation Agency", terwijl ze in andere media een politieagent is.
Sonya achtervolgt Kano, de belangrijkste dief van de Black Dragon clan. Kano had Sonya's partner gedood en zij was nu uit op wraak. Ze ging samen met Jax op zoek naar Kano maar alleen zij kon hem achtervolgen. Kano kwam uiteindelijk terecht in de boot richting het toernooi, waar hij Shang Tsungs paleis wilde uitbuiten (volgens geruchten zijn de muren gemaakt van goud). Shang Tsung had Kano de opdracht gegeven om Sonya aan boord te krijgen, dus vluchtte hij de boot op. Sonya volgde hem de boot op, die vervolgens snel vertrok. Kano verborg zich en Sonya kon niet meer terug naar het vasteland en kon dus niks anders doen dan deel te nemen aan het toernooi.